# Peau de pêche
Pour plus de détails, voir Fiche technique et Distribution.
Peau de pêche est un film français de Jean Benoît-Lévy et Marie Epstein, sorti en 1929.

## Synopsis
A la sortie d'un mariage, un jeune garçon nommé peau de pêche trouve par hasard un bijou. La ramenant à sa propriétaire, celle-ci devient sa bienfaitrice au cours des années qui passent...

## Fiche technique
- Titre français : Peau de pêche
- Réalisation : Jean Benoît-Lévy et Marie Epstein
- Scénario : Gabriel Maurière d'après son roman
- Pays d'origine : France
- Format : Noir et blanc - 1,33:1 - Film muet
- Genre : drame
- Date de sortie : 1929

## Distribution
- Denise Lorys : Mme Desflouves
- Maurice Touzé : Peau de Pêche, jeune homme
- Simone Mareuil : Lucie, jeune fille
- Jimmy Gaillard : Peau de Pêche, enfant
- Pierre Lecomte : La Ficelle, jeune homme
- Marcel Carpentier : le Maire
- Émile Vardannes : le fermier
- Blanche Beaume : la fermière